# Anton Wajnow
Anton Romanowicz Wajnow (Wajnsztejn) (ros. Антон Романович Вайнов (Вайнштейн), ur. 4 lipca 1898 w Odessie, zm. 10 września 1937) – radziecki polityk, działacz partyjny.
Urodził się w rodzinie żydowskiej. Od 1918 należał do RKP(b), do 1930 był sekretarzem odpowiedzialnym Komitetu Okręgowego KP(b)U w Krzemieńczuku i zastępcą kierownika Wydziału Organizacyjno-Instruktorskiego KC KP(b)U, a w sierpniu-wrześniu 1930 sekretarzem odpowiedzialnym Odeskiego Komitetu Okręgowego KP(b)U. Od września 1930 do lutego 1932 sekretarz odpowiedzialny Komitetu Miejskiego KP(b)U w Odessie, od lutego do lipca 1932 pracował w Odeskim Komitecie Obwodowym KP(b)U, od 22 lipca 1932 do marca 1933 II sekretarz Donieckiego Komitetu Obwodowego KP(b)U, od marca do września 1933 sekretarz Donieckiego Komitetu Obwodowego KP(b)U ds. metalurgii, później ponownie II sekretarz Komitetu Obwodowego KP(b)U w Doniecku. Od 23 stycznia 1934 do 8 stycznia 1937 członek KC KP(b)U, 1936 zastępca kierownika Wydziału Przemysłowego KC KP(b)U, od marca 1936 do 30 stycznia 1937 I sekretarz Biura Organizacyjnego KC WKP(b) na obwód jarosławski, od 3 lutego do 7 czerwca 1937 I sekretarz Komitetu Obwodowego WKP(b) w Jarosławiu.
23 czerwca 1937 aresztowany, następnie skazany na śmierć przez Wojskowe Kolegium Sądu Najwyższego ZSRR „za przynależność do kontrrewolucyjnej trockistowsko-zinowjewowskiej organizacji terrorystycznej” i rozstrzelany. 19 maja 1956 pośmiertnie zrehabilitowany.